# 坦佩雷市政厅

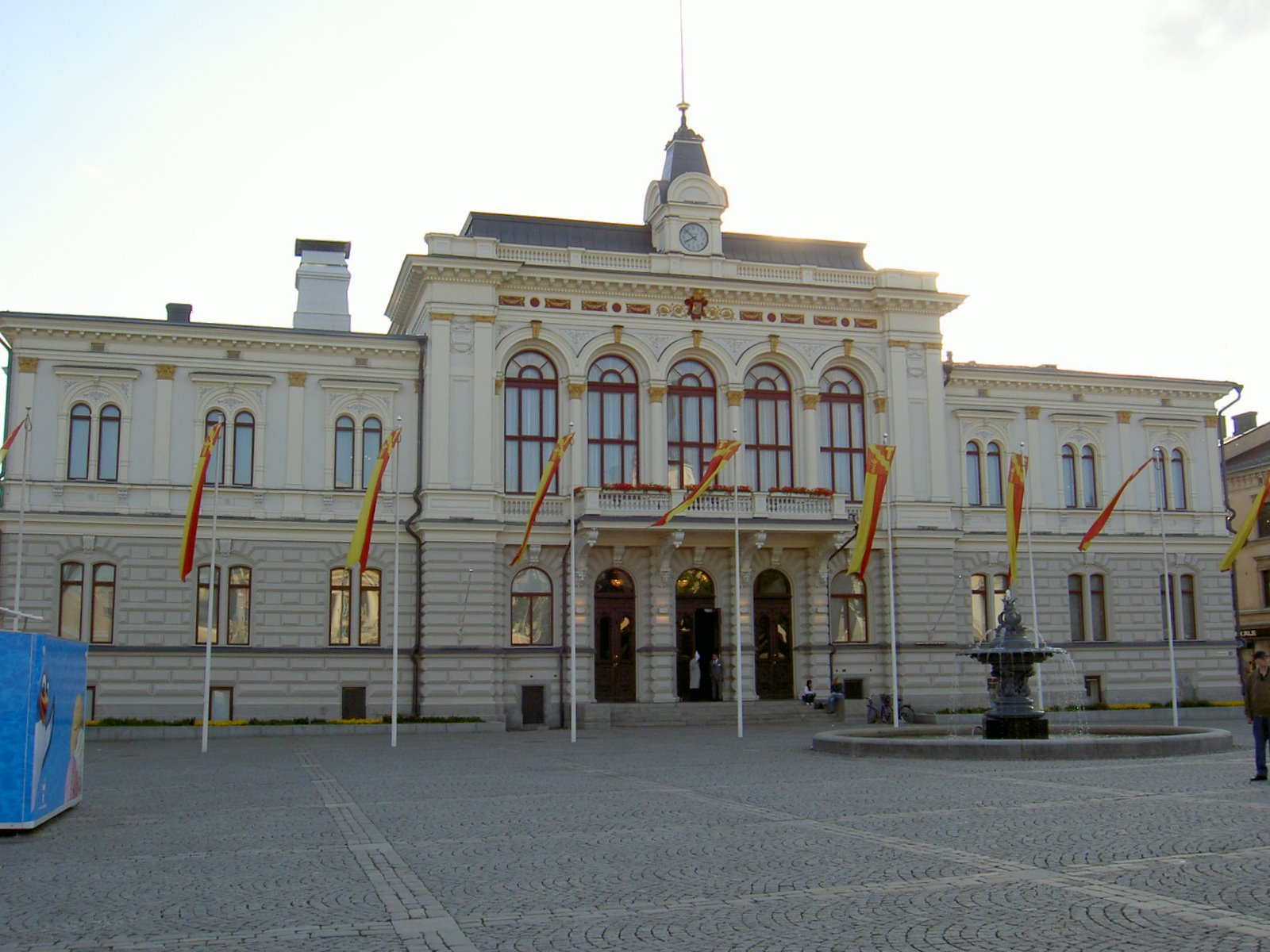
坦佩雷市政厅

坦佩雷市政厅（芬蘭語：Tampereen Raatihuone）是芬兰坦佩雷的一座新文艺复兴风格建筑，位于坦佩雷中央广场的边缘。
目前的建筑建于1890年，由Georg Schreck设计。坦佩雷市的许多活动在此举行。
在1905年俄国革命期间，所谓"Red Manifest" 就是在坦佩雷市政厅的阳台宣读。